# セガ3D復刻アーカイブス2
『セガ3D復刻アーカイブス2』（セガスリーディーふっこくアーカイブスツー）は、セガゲームスより2015年12月23日に発売されたニンテンドー3DS用ゲームソフト。アメリカでは2016年4月26日に発売された。
また本作と前作『セガ3D復刻アーカイブス』をワンパックにした『セガ3D復刻アーカイブス1&2 ダブルパック』も同時発売。
2016年12月に第3集『セガ3D復刻アーカイブス3 FINAL STAGE』、前作と本作、3作目を1つのパッケージにまとめた『セガ3D復刻アーカイブス1・2・3 トリプルパック』もリリース。

## 概要
ニンテンドー3DSダウンロード専用タイトルとして展開されている『セガ3D復刻プロジェクト』の作品から選出された作品とプラスアルファの移植作品を収録するカップリングソフト『セガ3D復刻アーカイブス』シリーズの2作目になる。
収録タイトルは過去の3D復刻プロジェクトから選出した5作品の他、本パッケージ版のみの追加タイトルとして前作に引き続きセガ・マスターシステム用の3D作品を収録。さらに『パワードリフト』と『ぷよぷよ通』が、パッケージ版での新規移植作品として収録される。
パッケージのイラストも前作引き続き杉森建が担当。
開発チーム内では、本作であるパッケージ版の2作目は2015年6月、3作目は同年12月のリリースを検討していた。しかし、リリース済みのダウンロードタイトルをまとめてパッケージ化しただけでは本作の何の特徴も無く発売することとなりユーザーの期待を裏切る結果を出しかねないので、前作購入者向けのアンケートの結果を反映した新規収録作品など、これまで『3D復刻プロジェクト』で展開してきたDLソフト以外の作品も収録するということで調整を付けた。

## 収録タイトル

### 3D復刻プロジェクトからの収録
- ファンタジーゾーン2ダブル
- ソニック・ザ・ヘッジホッグ
- サンダーブレード
- ギャラクシーフォースII
- 獣王記

### 新規移植
- パワードリフト （アーケード版）
- ぷよぷよ通 （アーケード版）

### マークIII/マスターシステム作品の移植
- ファンタジーゾーンII （オリジナル版）
  - 新規で3D化している[7]。
- メイズウォーカー
  - 本作の中で唯一3Dボリュームの調整が存在しないソフトである[注 1]。
- ファンタジーゾーン
  - 新規で3D化していて、さらにオリジナル版にはないFMサウンドユニット対応を想定したFM音源化されたサウンドに切り替え可能。前作『セガ3D復刻アーカイブス』をプレイをしているとアンロックが解除され遊べるようになる[9]。
  - M2からのリクエストに選ばれ前作の製作中のテストで動く事が出来たが、作業量の上限や3D立体視対応では無いタイトルのコンセプトや「ファンタジーゾーンII」の関係性が噛み合って無かったり、本作の売れ行き次第で断念したが前作の連動要素を取り入れた事により実現した[10]。